# Soranger
Soranger ist ein Gemeindeteil der Stadt Pottenstein im Landkreis Bayreuth (Oberfranken, Bayern). Soranger liegt in der Gemarkung Leienfels.

## Lage
Der Weiler liegt in der Fränkischen Schweiz auf einer Waldlichtung, knapp 6,5 km südwestlich von Pottenstein und nahe dem gemeindefreien Gebiet Waidacher Forst.

## Geschichte
Soranger wurde 1577 als einer der Grenzpunkte der Kirchenbirkiger Weiden erstmals erwähnt. Mit Sicherheit kann dort eine Ansiedlung aber erst für 1795 angenommen werden; in dieser Zeit wurde der Ort als „Eingehörung“ des Amtes Gößweinstein bezeichnet. Der Ort dürfte damals aus vier Häusern bestanden haben. Der Ortsname bedeutet sumpfiger Anger; ihm liegt das Wort Sor (Sumpfwasser) zugrunde.
Der Gemeindeteil der ehemaligen Gemeinde Leienfels wurde im Zuge der Gebietsreform in Bayern zusammen mit seinem Hauptort im Jahr 1978 nach Pottenstein eingegliedert.